# 蒙森 (麻薩諸塞州)
蒙森（英語：Monson）是一個位於美國麻薩諸塞州漢登縣的鎮。

## 人口
根據2020年美國人口普查的數據，蒙森的面積為116.00平方千米，當中陸地面積為114.30平方千米，而水域面積為1.70平方千米。當地共有人口8150人，而人口密度為每平方千米70人。